# 西方哲学
西方哲學（英語：Western philosophy），或稱西洋哲學，是指西方世界、相較於東方世界的主流哲學思想。西方文化中的哲學思想可追溯至古希臘的古希臘哲學，與後來傳入的北美洲、澳洲等地，而是否納入北非與中東、俄羅斯等地的部分地區尚有爭議。
「哲學」（philosophy）一詞源自於古希臘的「希臘語：」，字面意思是「愛智慧」。奧古斯都曾言：惟有愛（philein）才能認識智慧（sophia）的光（phaos），因此便有了「哲學」（philosophia）一詞。
現今的哲學有兩大主要系統：分析哲學與歐陸哲學。

## 起源
古代對哲學的理解與哲學家的著作，都是智慧的結晶。這包含了至今仍能理解的哲學問題；其中也包括了許多其他的學術，像是純數學與物理學、天文學、生物學等自然科學。（例如，亞里斯多德記述了以上這些議題；到了十七世紀，這些領域仍被稱做「自然哲學」的支派。）久而久之，學術專業化及特殊科學急遽的技術進步，使得這些學問不同學科的發展，並脫離哲學、自成一格：數學在古代成了專門的科學，「自然哲學」則發展成為科學革命的自然科學。

## 西方哲學支派
西方哲學家通常被分為數個主要流派。在古代，最有影響力的流派是斯多亞學派與其邏輯學、倫理學與物理學（對自然界的研究，包含自然科學與形上學）。而當代哲學中，專門領域分為形上學、知識論、倫理學與美學（也包含價值論）。邏輯學有時被列為哲學的重要流派，有時被當作獨立的科學，有時則僅是指哲學中應用於其他流派的代表性方法。

## 西方哲學和中國哲學的比較
現代新儒家如方東美、牟宗三等人認為，儒家哲學是內在超越的，西方哲學是外在超越的。安樂哲認為，西方哲學注重追求超越性的真理；而中國哲學注重追求道、創造自我。中國哲學的系統觀是開放的，是過程式思維；而西方哲學包括唯心主義、存在主義、怀疑主義 实证主义等等，是超絕的，是絕對的、獨立的、封閉的。當代西方哲學批判其超絕性而發展出來的新哲學思想，使兩者具有更多的相通性。
总体上；西方哲学侧重于名辩（概念的思辨、推演）东方哲学不限于名辩，也包括非语言精神过程，（如：唯识论中的末那识，阿赖耶识等）。